# 308-й истребительный авиационный полк
308-й истребительный авиационный полк (308-й иап) — воинская часть Военно-воздушных сил (ВВС) Вооружённых Сил РККА, принимавшая участие в боевых действиях Советско-японской войны, вошедшая в состав ПВО России после распада СССР.

## Наименования полка
За весь период своего существования полк своё наименование не менял:
- 308-й истребительный авиационный полк;
- 308-й истребительный авиационный полк ПВО;
- Войсковая часть (Полевая почта) 78636.

## Создание полка
308-й истребительный авиационный полк начал формироваться 15 декабря 1940 года в ВВС Дальневосточного фронта на основе 6-го иап (самолёты И-16) и Комсомольского иап (И-15бис) по штату 15/21. Окончил формирование 15 января 1941 года.
| И-15 бис | И-153 | И-16 |

## Переименование и расформирование полка
- 308-й истребительный авиационный полк 16 сентября 1958 года был передан в состав войск ПВО и получил наименование 308-й истребительный авиационный полк ПВО;
- 308-й истребительный авиационный полк ПВО войдя в состав войск ПВО России в декабре 1994 года был расформирован на своём аэродроме Постовая в составе 8-го корпуса ПВО 11-й отдельной армии ПВО.

## В действующей армии
В составе действующей армии:
- с 9 августа 1945 года по 3 сентября 1945 года.

## Командиры полка
- майор Филиппов Яков Иванович[2], 11.1944 — 12.1945
- подполковник Артемьев Николай Сергеевич (с 30.06.1949 г).
- полковник Бородулин Владимир Николаевич 1979 - 1981
- подполковник Котельников Владимир Дмитриевич  1981 - 1985
- полковник Ефремов Владимир Иосифович (11.1985-08.1987)
- полковник Антонов Виктор Николаевич  1987 — 1988
- полковник Патрухин Вячеслав Михайлович  1988 — 1991
- полковник Мурмыло Валентин Владимирович 1991-1994

## В составе соединений и объединений
| Период        | Фронт (округ)                      | армия (корпус)           | дивизия                                   | примечание                                                                   |
| ------------- | ---------------------------------- | ------------------------ | ----------------------------------------- | ---------------------------------------------------------------------------- |
| 15.12.1940 г. | Дальневосточный фронт              | ВВС фронта               |                                           | И-16, И-15бис                                                                |
| 15.07.1941 г. | Дальневосточный фронт              | ВВС 35-й армии           | 79-я смешанная авиационная дивизия        |                                                                              |
| 07.09.1941 г. | Дальневосточный фронт              | ВВС 35-й армии           | 79-я смешанная авиационная дивизия        | переформирован по штату 015/134. 2-я аэ передана на формирование 530-го иап. |
| 13.12.1941 г. | Дальневосточный фронт              | ВВС 35-й армии           |                                           | Перешёл в непосредственное подчинение штаба армии                            |
| 12.08.1942 г. | Дальневосточный фронт              | ВВС фронта               | 83-я бомбардировочная авиационная дивизия |                                                                              |
| 15.08.1942 г. | Дальневосточный фронт              | 10-я воздушная армия     | 83-я бомбардировочная авиационная дивизия |                                                                              |
| 29.11.1942 г. | Дальневосточный фронт              | 10-я воздушная армия     | 83-я бомбардировочная авиационная дивизия | переформирован по штату 015/284                                              |
| 01.04.1944 г. | Дальневосточный фронт              | 10-я воздушная армия     | 29-я истребительная авиационная дивизия   |                                                                              |
| 01.12.1944 г. | Дальневосточный фронт              | 10-я воздушная армия     | 29-я истребительная авиационная дивизия   | Перевооружён на истребители Як-9                                             |
| 20.04.1945 г. | Дальневосточный фронт              | 10-я воздушная армия     | 29-я истребительная авиационная дивизия   | Переформирован по штату 015/364                                              |
| 05.08.1945 г. | 2-й Дальневосточный фронт          | 10-я воздушная армия     | 29-я истребительная авиационная дивизия   | Як-9                                                                         |
| 09.08.1945 г. | 2-й Дальневосточный фронт          | 10-я воздушная армия     | 29-я истребительная авиационная дивизия   | вступил в боевые действия на Як-9                                            |
| 03.09.1945 г. | 2-й Дальневосточный фронт          | 10-я воздушная армия     | 29-я истребительная авиационная дивизия   | окончил боевые действия                                                      |
| 01.10.1945 г. | Дальневосточный военный округ      | 10-я воздушная армия     | 29-я истребительная авиационная дивизия   |                                                                              |
| 01.11.1945 г. | Дальневосточный военный округ      | 10-я воздушная армия     | 255-я смешанная авиационная дивизия       |                                                                              |
| 20.02.1949 г. | Дальневосточный военный округ      | 29-я воздушная армия     | 110-я смешанная авиационная дивизия       |                                                                              |
| 01.01.1953 г. | Дальневосточный военный округ      | 29-я воздушная армия     | 110-я истребительная авиационная дивизия  |                                                                              |
| 01.04.1957 г. | Дальневосточный военный округ      | 1-я воздушная армия      | 110-я истребительная авиационная дивизия  |                                                                              |
| 16.09.1958 г. | Комсомольско-Хабаровский район ПВО |                          | Сахалинская дивизия ПВО                   | передан в войска ПВО                                                         |
| 01.05.1960 г. | ПВО                                | 11-я отдельная армия ПВО | 24-я дивизия ПВО                          |                                                                              |
| 01.05.1980 г. | Дальневосточный военный округ      | ВВС округа               | 40-я истребительная авиационная дивизия   |                                                                              |
| 01.04.1983 г. | Дальневосточный военный округ      | ВВС округа               | 28-я истребительная авиационная дивизия   |                                                                              |
| 01.05.1986 г. | ПВО                                | 11-я отдельная армия ПВО | 8-й корпус ПВО                            |                                                                              |
| 01.12.1994 г. | ПВО                                | 11-я отдельная армия ПВО | 8-й корпус ПВО                            |                                                                              |

## Участие в операциях и битвах
- Сунгарийская наступательная операция — с 9 августа 1945 года по 2 сентября 1945 года

## Участие в освобождении городов
Полк в составе 29-й истребительной авиационной дивизии 17 августа 1945 года участвовал в освобождении города Цзямусы.

## Благодарности Верховного Главнокомандующего
За проявленные образцы мужества и героизма Верховным Главнокомандующим лётчикам полка в составе 29-й иад объявлены благодарности:
- за овладение городами Цзямусы, Мэргэнь, Бэйаньчжэнь, Гирин, Дайрэн, Жэхэ, Мишань, Мукден, Порт-Артур, Харбин, Цицикар, Чанчунь, Яньцзи[3].

## Итоги боевой деятельности полка
Всего за годы Советско-японской войны полком:
| Выполнено боевых вылетов | Уничтожено при штурмовках автомашин | Уничтожено при штурмовках повозок |
| ------------------------ | ----------------------------------- | --------------------------------- |
| 189                      | 5                                   | 1                                 |

Свои потери:
| Потеряно самолётов, всего                               | Погибло лётчиков всего |
| ------------------------------------------------------- | ---------------------- |
| 1 экипаж (вынужденная посадка на территории противника) |                        |

| МиГ-21 | МиГ-17 | МиГ-21 бис |

## Самолёты на вооружении
| Период            | Самолёты       |
| ----------------- | -------------- |
| 12.1940 — 12.1944 | И-15бис        |
| 12.1940 — 12.1944 | И-16           |
| 12.1944 — 1947    | Як-9           |
| 1947 — 1952       | P-63 Kingcobra |
| 07.1952 — 1956    | МиГ-15         |
| 1956 — 03.1981    | МиГ-17         |
| 1981 — 01.1982    | МиГ-21 СМ      |
| 01.1982 — 1990    | МиГ-21 БИС     |
| 1990 — 1994       | МиГ-23 МЛД     |

| МиГ-23 | МиГ-23 | МиГ-23МЛ |

## Базирование
| Период                  | Аэродром                                     |
| ----------------------- | -------------------------------------------- |
| 03.09.1945 — 01.11.1945 | Баоцин (Маньчжурия)                          |
| 01.11.1945 — 1982       | Буревестник (о. Итуруп, Сахалинская область) |
| 1982 — 08.1983          | Сокол (Сахалинская область)                  |
| 08.1983 — 12.1994       | Постовая (Хабаровский край)                  |